# Obeliai
Obeliai (žemaitsky Vuobelē, polsky Abele, rusky Обя́ляй – Objaljaj, v jidiš אבעל‎ – Abel) je město v Litvě, kde patří do Rokiškiského okresu v Panevėžyském kraji. K roku 2011 mělo přes tisíc obyvatel.
Protéká přes něj říčka Kriauna, přítok Šventoje v povodí Nerisu. Od Rokiškisu, správního střediska okresu, je vzdáleno přibližně patnáct kilometrů východně, od litevsko-lotyšské státní hranice přibližně osm kilometrů jihozápadně.
Významný úbytek obyvatelstva zažilo město za druhé světové války, kdy bylo podle Jägerovy zprávy dne 25. srpna 1941 zavražděno nacistickým Německem 1160 Židů (112 mužů, 627 žen, 421 dětí) z města a jeho okolí.
Jméno města vychází z místního názvu pro jabloň a odkazuje k tomu, že významnou součástí zdejšího hospodářství bývalo sadařství.